# Masters de Indian Wells 1983
El 1983 Congoleum Classic fue la 8.ª edición del Abierto de Indian Wells, un torneo del circuito ATP. Se llevó a cabo en las canchas duras de La Quinta (California), en California (Estados Unidos), entre el 21 de febrero y el 28 de febrero de ese año.

## Ganadores

### Individual masculino
José Higueras venció a  Eliot Teltscher, 6–4, 6–2

### Dobles masculino
Brian Gottfried /  Raúl Ramírez vencieron a  Tian Viljoen /  Danie Visser, 6–3, 6–3